# 科特·柯本
科特·唐納德·柯本（英語：Kurt Donald Cobain，1967年2月20日—1994年4月5日），美國音樂家，以身為油漬搖滾樂團涅槃乐队的主唱、吉他手與詞曲作者著名。
憑藉著第二張專輯《Nevermind》中的主打單曲《彷彿青少年氣息》，超脫樂團成功打入主流市場，並推廣了另類搖滾的延伸曲風：油漬搖滾。其他西雅圖油漬搖滾樂團，如愛麗絲囚徒、珍珠果醬與聲音花園等，也吸引了更廣泛的聽眾，另類搖滾並因此成了美國1990年代早期與中期，電台與音樂頻道的主要音樂流派。超脫樂團躍身成了「X世代」的「旗艦樂團」，而樂團的領銜者柯本則被眾多媒體追捧，《滾石雜誌》更將柯本稱為是「這一代的發言人」。柯本對受到大量關注深感不自在，轉而將他的重心擺在樂團的音樂上，認為樂團的藝術理念與所傳達的要旨遭到了大眾的誤解，而以樂團的第三張錄音室專輯《母體》（1993年）分辨出樂團真正的歌迷。
在生命的最後一年，柯本被海洛因的藥癮所苦，慢性危害健康問題和抑鬱症纏身，很難繼續應付維持自己的名聲和公眾形象。1994年4月5日，柯本被發現死於西雅圖的家中，官方裁定死因是飲彈自盡。科特·柯本之死並成了爭論不休的話題。
超脫樂團自他們的首張同名專輯開始，單在美國便擁有2500萬的專輯銷售量，在全球更超過了5000萬。

## 生平

### 幼年
1967年2月20日，科特·唐納德·柯本出生於華盛頓州亞伯丁格雷斯港社區醫院。他出生後頭六個月住在華盛頓州霍奎厄姆，後來一家人搬到了隔壁城市亞伯丁。他的父親，唐納德·李蘭·柯本，是愛爾蘭與法國的後裔，而他的母親，溫蒂·伊莉莎白·弗蘭登堡，則有著愛爾蘭、德國與英國的血統。柯本有一個妹妹，名為金柏莉，出生於1970年4月24日。柯本很早就顯露出對音樂的興趣。據他的阿姨瑪莉所說，「他從二歲起就開始唱歌。他總是唱著披頭四的歌曲，像是〈Hey Jude〉。他在很小的時候就富有一種獨特的魅力。」
柯本的父母在他八歲時離異，柯本後來對此表示，這件事對他的一生造成了深切的影響。他的母親指出，在此之後，柯本的個性一百八十度大轉變，變得沉默寡言而內向。在1993年的一次訪談中，柯本說道，「我記得我基於某些原因，覺得羞愧。我為我的父母感到羞愧。我在學校再也沒辦法面對某些朋友，因為我不顧一切的想要擁有普通，你知道，典型的家庭。媽媽、爸爸。我渴望這種平安，所以我痛恨我的父母，我因此沉默了好些年。」在離婚後，柯本和母親生活了一年，隨後搬到了華盛頓州的蒙特萨诺與父親同住。然而，數年後，他青春期的過分叛逆讓父親無法承受，而柯本也彆扭地生活在朋友與家人之間。

### 高中
科特·柯本在高中時已經想組樂隊, 當時他認識了比他大兩年的克里斯特·諾弗賽立克（Krist Novoselic）並與他一起練習。期間他們分別與好幾位鼓手組合過，包括 Aaron Burckhard 和 Dale Crover，並將樂隊名轉換了好幾次，到最後他們選用了 Chad Channing 為他們的鼓手並以 Nirvana 作為隊名。

### Bleach
1989年, Nirvana 推出第一張大碟《漂白》（Bleach），Bleach 的銷量不俗，而且使得有更多人注意到他們，之後他們決定離開原來的唱片公司 Sub Pop 而與另一間唱片公司 David Geffen Company（DGC）簽約。DGC 是間極具規模的公司，Nirvana 是第一支非主流的樂團加盟到大唱片公司。同年9月，換了戴夫·格羅爾（Dave Grohl）為鼓手的 Nirvana 推出第二張唱片《從不介意》（Nevermind）。其中一曲 Smells Like Teen Spirit 除了是 Nevermind 大賣的主因，更將超脫樂團推進到主流音樂裡。
雖然並不是有很多人明白歌詞的真正含意，但單是曲本身就足以吸引到無數的聽眾。Nevermind 賣出了超過一千萬張。但科特·柯本一時之間接受不到這些事實，他突然變得受歡迎，突然富有起來，但他發覺自己無法去適應這種明星生活。早在1990年他就開始嘗試海洛英，到他成名之後，用量不減反增。他解釋說海洛英能夠抑止到他胃潰瘍的疼痛和腸疼痛，但實際上，他服用海洛英和上述的這些壓力是有些關係的。後來他和妻子寇特妮·洛芙（Courtney Love）被傳媒揭發吸毒後受到極大的輿論壓力，而他用海洛英的次數變得更加頻密，不時因吸毒過量（Overdose）而昏迷。
科特·柯本發現有很多人都誤解了他寫的歌詞的意思。最明顯的例子就是 Rape Me（中文譯名「強姦我」）這首歌。很多人以為Rape Me 是一首表達當時的媒體無時無刻都在盯著他的歌，但事實上Rape Me 是一首以赤裸形式講述一個強姦犯被關到監獄後反被其他犯人強姦的諷刺故事。有很多人都全將科特·柯本的原意完全誤解。新加坡政府甚至要求 Nirvana 將 Rape Me 改過另一個歌名，他們的第三張大碟《母體》（In Utero）才可以在新加坡發售。
在1992年2月24日，科特·柯本與已懷孕的 Courtney Love 在夏威夷結婚。同年8月18日，他們女兒的 Frances Bean Cobain 出生。1993年9月，In Utero 正式發行。這張大碟受到很高評價，而且賣得很十分好。 儘管它令到一些只喜歡 Nevermind 風格的歌迷失望。

### 去世
1994年3月4日，科特·柯本因為吸毒過量而昏迷，他被送往醫院，可幸的是經過一番搶救後他甦醒了。外界普遍認為這是自殺未遂而並非真的意外。他出院後到一間名為"Exodus Rehabilitation Centre"的復康中心戒毒，但兩日後他就逃走了並返回了西雅圖。從此行蹤不明。直到4月8日，一名電工在科特·柯本的住所內，發現了他的遺體。警方介入調查後，認定其死因為飲彈自盡。法官證實他於4月5日自殺身亡，其遺體旁有一封遺書。
科特·柯本死時只有27歲，留下妻子、和僅19個月大的女兒、朋友以及樂迷。他所遺下的只有一封遺書與音樂。
後來曾被科特·柯本妻子僱用的私家偵探Tom Grant指出柯本的妻子寇特妮·洛芙才是科特·柯本死亡的幕後原因；懷疑是因為當時她正跟科特·柯本辦理離婚手續而她想把遺產據為己有，因此設下圈套謀殺科特·柯本，再把兇案現場佈置成為自殺案件。案件其實有多處破綻，包括科特·柯本的遺書字跡和內容有嫌疑（在他的妻子手提包中發現一張用來練習英文單字筆畫的紙，懷疑是用來練習模仿柯本的字跡）、他自殺的彈頭位置與手握的槍方向不合理、柯本“飲彈”自盡前為自己注射了過量的海洛因，正常情況下不可能將針筒整潔的放好、捲好衣袖，再飲彈自盡的。私家偵探Tom Grant在2015年把多年的資料做成一套電影《Soaked in Bleach》，指科特·柯本的死並非自殺。

## 外部連結
- 科特·柯本在Allmusic上的頁面
- 科特·柯本在互联网电影资料库（IMDb）上的資料（英文）
- The Kurt Cobain Equipment FAQ （页面存档备份，存于） - Detailed information on Cobain's guitars, amplifiers, and effects.
- Official police reports into Cobain's death （页面存档备份，存于） at The Smoking Gun
- 科特·柯本的原版遗书全文 （页面存档备份，存于）